# 1992 у футболі
Нижче наведені футбольні події 1992 року у всьому світі.

## Засновані клуби
- Бананц (Єреван) (Вірменія)
- Копенгаген (Данія)

## Події
- Відбувся дев'ятий чемпіонат Європи, перемогу на якому здобула збірна Данії.
- Відбувся вісімнадцятий кубок африканських націй, перемогу на якому здобула збірна Кот-д'Івуару.
- Відбувся перший кубок Конфедерацій, перемогу на якому здобула збірна Аргентини.
- У фіналі першого розіграшу кубка України перемогу здобув одеський «Чорноморець».

## Національні чемпіони
- Англія: Лідс Юнайтед
- Аргентина
  - Клаусура: Ньюелз Олд Бойз
  - Апертура: Бока Хуніорс
- Бразилія: Фламенго
- Італія: Мілан
- Іспанія: Барселона
- Нідерланди: ПСВ
- Парагвай: Серро Портеньйо
- Португалія: Порту
- Україна: Таврія (Сімферополь)
- Франція: Олімпік (Марсель)
- Швеція: АІК
- Шотландія: Рейнджерс